# Пригоди Васі Куролесова (мультфільм)
«Пригоди Васі Куролесова» (рос. Приключения Васи Куролесова) — радянський мальований мультиплікаційний фільм, створений за однойменною повістю відомого письменника Юрія Коваля режисером Володимиром Поповим. Фільм вирішено в гумористичному ключі, його відрізняють захоплюючий сюжет, соковиті характери, легкі, яскраві малюнки.

## Сюжет
Молодий сільський хлопець Вася Куролесов приїжджає в місто на ринок, щоб купити поросят, але виявляється обдуреним якимось типом з чорними вусами (Курочкін), який замість поросят підсовує йому мішок з псом. Прийшовши додому, Вася помічає, що мішок пахне медом, а в вусі у пса знаходить бджолу.
Наступного дня Вася приклеює накладні вуса і знову приходить на ринок, проте шахрай Курочкін бачить його і дізнається. Вася виявляється затриманим співробітником міліції, старшиною Таракановим. Останній підозрює Васю в обмані, який скоїв Курочкін, чиї вуса теж виявилися приклеєними і тепер знятими. Курочкін, у свою чергу, переказує історію з точністю до навпаки: ніби Вася сам обдурив Курочкіна і підсунув йому нещасливий мішок. Вася висловлює протест. Про вуса він каже, що це від маминої шуби відстрижено, вміст мішка називає «матросом». Курочкін, розпакувавши мішок, виявляє пса, який здивував Тараканова. Гарчить пса Курочкін удавано погладив, а потім штовхнув так, що він вилетів з міліцейської дільниці. Васю затримують. У кімнаті затриманих він познайомився з якимсь Батоном.
Через день до відділку приходить капітан міліції Болдирєв, і каже, що Вася занадто молодий, а злочинець старше, і за описом прийме Курочкіна впізнає в ньому розшукуваного злочинця. Куролесов ділиться своїми думками з приводу запаху мешка, і Болдирєв вирішує підключити Васю і пса (якого головний герой назвав Матросом) до розслідування.
Понюхавши той самий мішок, Матрос приводить Болдирєва і Васю до будинку з вулик. У вікно їх побачив Курочкін. Вася зриває операцію, спонтанно відповівши на питання Курочкіна «Хто там?» — «Водопровідники». Курочкін тікає. Капітан і Вася починають огляд Будинку, звернувши увагу на бульбашку з Йод, на етикетці якого зазначено, що він був проданий в аптеці села Тарасівка. У будинку з'являється старий знайомий Болдирєва-дрібний шахрай Рашпіль, що продає на ринку стекла (раніше він на прохання Курочкіна відволікав Васю, поки сам Курочкін бігав за Таракановим). Він наляканий, але не бажає повідомляти капітану подробиці.
Болдирєв велить Рашпілю не йти з дому. За будинком встановлено стеження, яке до ночі не дало ніяких результатів. При цьому Матрос сильно налякав Васю. Болдирєв велить Васі з Матросом вирушати додому.
В тамбурі електрички (відсилання до ЕР2) Васю зустрічає Батон і пропонує йому стати співучасником у крадіжці. Вася відмовляється, і Батон виходить на станції «Тарасівка». Згадавши про йод з Тарасівки, Вася наздоганяє Батона, залишивши при цьому пса у вагоні, і той приводить його в інший будинок, в якому відбувається сходка банди. Рашпіль якимось чином вже знаходиться там; він впізнає Васю і висловлює Батону своє обурення. Той відповідає, що він не винен. Вася розуміє, де він опинився, і намагається сам знешкодити злочинців (придавивши рашпіля, приголомшує його кришталевою кішкою, а Батона підкидає до дверей), але, відкривши ногою двері із загрозою всіх перебити, виявляється заваленим каструлями. Рашпіль хотів зарізати Куролесова, але в цей момент приходить Курочкін. Вася намагається збрехати, що навколо будинку засідка, проте в будинок дійсно вриваються: спочатку Матрос, А потім тарганів і Болдирєв (можливо, простежили за рашпілем). Рашпіля і Батона затримують, але Курочкін зраджує своїх підручних, і йому знову вдається втекти. Вася біжить за Матросом, який слідами приводить його на платформа «Тарасівка», де Вася накидає металеву урну на голову Курочкіну і знешкоджує його.
У міліції, зрозумівши, що Курочкін не скаже, куди дів гроші, Болдирєв вимовляє фразу «гроші не пахнуть». Зрозумівши ці слова буквально, Вася нюхає купюр і розуміє, що гроші заховані у вуликах. Головного героя і пса Матроса, який став його другом, Болдирєв і тарганів відвозять на міліцейській машині до села, також везучи і вулики з грошима. Болдирєв пропонує Васі працювати в міліції. Останній вже отримав обіцяну нагороду — кишеньковий годинник. На прощання він, глянувши на свій новий годинник, повідомляє Болдирєва, що зараз 18 годин і 40 хвилин, і йде додому.

## Над фільмом працювали

### Творці
- Автори сценарію — Юрій Коваль, Володимир Попов
- Кінорежисер — Володимир Попов
- Художники-постановники — Аркадій Шер, Левон Хачатрян
- Композитор — Євген Крилатов
- Кінооператор — Кабул Расулов
- Звукооператор — Борис Фільчаков
- Художники-мультиплікатори — Ельвіра Маслова, Наталія Богомолова, Рената Міренкова, Юрій Кузюрін, Марина Рогова, Марина Восканьянц, Галина Зеброва, Володимир Зарубін, Антоніна Альошина, Володимир Вишегородцев? Віктор Лихачов
- Редактор — Раїса Фричинська
- Директор знімальної групи — Любов Бутиріна

### Ролі  озвучували
- Михайло Кононов — Вася Куролесов
- Віра Васильєва — Євлампіївна, мама Васі
- Лев Дуров — Рашпіль, шахрай, що торгує склом
- Борис Новиков — Курочкін, шахрай, що продає пса замість поросят / торговець-зазивала на ринку
- В'ячеслав Невинний — старшина Тараканов / Старий-залізничник в Тарасівці / молочниця на ринку
- Євген Леонов — Батон, шахрай
- Юрій Яковлєв — капітан Болдирєв

## Персонажі

### Вася Куролесов
- Сільський хлопець. Любить сперечатися і торгуватися. Механік. Любить техніку. Живе з мамою. Недолюблює поросят. Кмітливий і незалежний.

### Карманівська міліція
- Капітан Болдирєв — досвідчений сищик, оперативник і відмінний психолог.
- Старшина Тараканов — помічник Болдирєва. На вигляд простакуватий і незлобний, але відрізняється відмінною старанністю. На відміну від Болдирєва, не розлучається з міліцейською формою. Незважаючи на те, що його називають «старшина», носить погони, відповідні званню «старший сержант» міліції (цей же ляп є на ілюстраціях Віктора Чижикова в книзі).

### Злочинні елементи
- Курочкін, він же «Чорновусий» — небезпечний злочинець (шахрай, злодій, грабіжник), ватажок банди, постійно і з будь-якого приводу застосовує вогнепальну зброя.
- «Рашпіль» — хуліган і задира, скляр, похмурий і неголений мужик у фуфайці і кепці. Один з давніх шахраїв, головний помічник Курочкіна. Має при собі ножа, який може пустити в справу, але Вася його знешкоджує за допомогою Матроса, Болдирєва і Тараканова.
- «Батон» — теж підручний Курочкіна, фахівець з крадіжок. Увалень з удавано-добродушним виразом обличчя, взутий в дорогі і добротні туфлі. Не такий злісний, як його товариші, але тупуватий.

### Інші
- Євлампіївна, мама Васі.
- Матрос, пес Васі.
- Старик-залізничник у Тарасівці.

## Звукова доріжка
На основі звукової доріжки з мультфільму 1981 року був створений радіоспектакль (текст читає О. Пожаров, ролі озвучували Є. Леонов, Ю. Яковлєв, М. Кононов, Б. Новиков та ін., автори сценарію Ю. Коваль, В. Попов, композитор Є. Крилатов). 1995 року цей запис був виданий фірмою «Твік Лірек» на аудіокасетах, а в 2002 — CD, він також транслювався в якості радіоспектакля на Радіо Росії.

## Відео
У 1980-ті роки «Відеопрограма Держкіно СРСР» почала випускати цей мультфільм на відеокасетах в системі SECAM. На початку 1990-х років мультфільм випущено кінооб'єднанням «Крупний план» на відеокасетах. В середині 1990-х років мультфільм випущений в VHS-збірці «Кращі радянські мультфільми» Studio PRO Video, пізніше — відеостудією «Союз». Всі ліцензійні відеокасети вироблялися зі звуком Hi-Fi Stereo, і в системі PAL.
2002 року мультфільм випущено на VHS і DVD студією «Союз Відео» у збірці мультфільмів «Шпигунські пристрасті» («Шпигунські пристрасті», «Історія одного злочину», «Пограбування по…» і «Ми з Шерлоком Холмсом»).
28 жовтня 2008 року відбувся реліз мультфільму на DVD, який був підготовлений компанією «Крупний план». Крім нього, на диску також містилися й інші мультфільми: «В Країні невивчених уроків», «Поверніть Рекса», «Веселка», «Ми з Шерлоком Холмсом», «Академік Іванов».
- Звук — Російська Dolby Digital 5.1, Російська Dolby Digital 1.0 Mono;
- Регіональний код — 0 (All);
- Зображення-Standart 4:3 (1,33:1);
- Колір — PAL;
- Упаковка — Колекційне видання;
- Дистриб'ютор — Крупний План.